# Shira Haas
Pour les articles homonymes, voir Haas.
Shira Haas (hébreu : שירה האס) est une actrice israélienne, née le 11 mai 1995 à Hod Hasharon.

## Biographie
Shira Haas naît le 11 mai 1995 à Hod Hasharon, en Israël, dans une famille juive. Ses parents, tous deux sabras, sont d’origine polonaise, hongroise et tchèque. Son grand-père, un survivant du génocide juif, fut emprisonné dans le camp de concentration d’Auschwitz pendant la Seconde Guerre mondiale.
Haas étudie ensuite l’art dramatique à l’école d’art supérieure Thelma Yellin à Givatayim, dans la banlieue de Tel Aviv. Alors qu’elle a 16 ans et pas encore d’agent, elle est contactée via Facebook par une directrice de casting connue qui cherche une actrice pour le film Princess, de Tali Shalom Ezer. Le rôle lance la carrière de Haas,, ; elle gagne le prix de la meilleure actrice du Festival international du film de Jérusalem en 2014, et le film est diffusé en première mondiale au festival du film de Sundance l’année suivante. Elle joue ensuite le rôle de Ruchami Weiss dans la série Shtisel, à partir de 2013,. La série, alors populaire en Israël, est peu connue à l’étranger jusqu’en 2019 et sa diffusion par Netflix.
En 2018, elle remporte l’Ophir de la meilleure actrice dans un second rôle pour son rôle d’Anna dans Noble Savage, d'Aviad Givon et Imri Matalon.
En 2019, Haas est sélectionnée pour jouer le premier rôle dans la mini-série Netflix Unorthodox, dont le tournage débute en mai 2019. Pour les besoins du rôle, elle apprend le yiddish et prend part à des rites satmar. Elle doit également se raser la tête le premier jour du tournage, et utilise ensuite différentes perruques avec des cheveux de longueurs différentes. L'époux de son personnage dans la série (Yanky Shapiro) est interprété par son ami d'enfance Amit Rahav.
Elle a volontairement participé au service militaire en Israël, bien qu'elle en fût exempte pour raisons médicales.
Le 10 septembre 2022, lors de la D23 Expo, elle est annoncée pour jouer le rôle de Sabra, une super-héroïne israélienne dans le prochain film du MCU, Captain America: New World Order réalisé par Julius Onah et prévu pour le 3 mai 2024.

## Filmographie
Sauf indication contraire, les informations mentionnées dans cette section peuvent être confirmées par la base de données cinématographiques IMDb,  présente dans la section « Liens externes ».

### Cinéma
- 2015 : Princess, de Tali Shalom Ezer : Adar
- 2015 : Une histoire d'amour et de ténèbres de Natalie Portman : Kira
- 2017 : Foxtrot de Samuel Maoz : Alma
- 2017 : La Femme du gardien de zoo de Niki Caro : Urszula
- 2018 : Marie Madeleine de Garth Davis : Léa
- 2018 : Broken Mirrors, d’Aviad Givon et Imri Matalon : Ariela
- 2018 : Noble Savage, de Marco Carmel : Anna
- 2019 : Esau, de Pavel Lounguine : Léa
- 2020 : Asia, de Ruthy Pribar : Vika
- 2025 : Captain America: Brave New World de Julius Onah : Sabra[14]

### Télévision
- 2013-2016 : Shtisel : Ruchami Weiss
- 2015 : Mario, épisode Mario Magi'a : Tali Gadot
- 2015 : Hazoref : Sofi (7 épisodes)
- 2016 : Ikaron HaHachlafa : Salame (3 épisodes)
- 2017 : Harem : Tamar (8 épisodes)
- 2018 : The Conductor : Odi (10 épisodes)
- 2020 : Unorthodox : Esther Shapiro
- 2023 : Bodies : Iris Maplewood

## Distinctions
Sauf indication contraire, les informations mentionnées dans cette section peuvent être confirmées par la base de données cinématographiques IMDb,  présente dans la section « Liens externes ».

### Récompenses
- Festival international du film de Jérusalem 2014 : meilleure actrice pour Princess
- Festival du film Peace & Love (Suède) 2015 : meilleure actrice pour Princess[15]
- Ophirs 2018 : meilleure actrice dans un second rôle pour Noble Savage
- Festival du cinéma israélien de Montréal 2019 : meilleure actrice pour Broken Mirrors[16]

### Nominations
- Ophirs 2014 : meilleure actrice pour Princess[17]
- Ophirs 2017 : meilleure actrice dans un second rôle pour Foxtrot[18]
- Ophirs 2018 : meilleure actrice pour Broken Mirrors
- Primetime Emmy Awards 2020 : meilleure actrice dans un mini-série ou un téléfilm pour Unorthodox
- Golden Globes 2021 : meilleure actrice dans une mini-série ou un téléfilm pour Unorthodox[19]